# Хутор Крупской (Приморско-Ахтарский район)
Кру́пской — хутор в Приморско-Ахтарском районе Краснодарского края.
Входит в состав Ольгинского сельского поселения.

## Население
| 2002 | 2010 |
| ---- | ---- |
| 59   | ↘58  |

## Улицы
- ул. Вольная,
- ул. Коммунаров,
- ул. Отрадная.